# Kövessi Ferenc
Kövessi Ferenc (Érolaszi, 1875. március 18. – Budapest, 1945. január 13.) növényfiziológus, fitopatológus, biológus, a biofizika hazai megalapozója, egyetemi tanár

## Életrajza
Kövessi Ferenc a Bihar vármegyei Érolasziban (román neve Olosig, egyéb neve: Váradolaszi) született 1875. március 18-án.  
A Debreceni Országos Felsőbb Gazdasági Tanintézetben 1894-ben okleveles gazda diplomát szerzett. 1895-1897. években a Földmívelésügyi Minisztérium Szőlészeti és Borászati Ügyosztályán működött, majd 1897-ben a M. kir. Központi Szőlészeti Kísérleti Állomás és Ampelológiai Intézetnél lett m. kir. szőlészeti és borászati felügyelő. . 
1895 és 1904 között - miniszteri megbízással - élénk tevékenységet folytatott a filoxéravész által elpusztított szőlők rekonstrukciójában, mely téren sok eredeti tanulmánya, hazai és külföldi tapasztalatáról írt közleménye látott napvilágot.
1896-1897-ben kiegészítő tanulmányokat folytatott a Pázmány Péter Tudományegyetemen Budapesten, majd külföldi útjai során 1897-1898-ban az  Écol del Nationale d'Agricultur Montpellier-ben, majd kedves tanárát, Pierre Viala professzort követve 1898-ban az Institut Nationale d'Agronomique-be Párizsba költözött, miközben 1898-1900-ban a Sorbonne Université Természettudományi Karán matematika, fizika és kémia kurzusokat hallgatott. Közben 1898-ban részt vett egy bakteriológiai kurzuson az  Institute Pasteur-ben  1901- ben szerzett kitüntetéses doktorátust "Doctor es sciences de l'Université de Paris",botanika, zoológia, geológia tudományterületeken. 1901-1904 időszakban a Pázmány Péter Tudományegyetemen a fizika, kémia, matematika szakot szabályszerűen lehallgatta.

## Kövessi élete Selmecbányán és Sopronban
Külföldi tanulmányútjáról hazatérve 1904-től a Selmecbányai Erdészeti Akadémia növénytani tanszékének tanára lett. Jelentős érdemei közé tartozik, hogy a tanszék mellé kutatóintézetet hozott létre. Csaknem három évtizedig volt Selmecen (1904-1919), majd Sopronban (1919-1933) a növénytan professzora és tanszékvezetője, annyi ideig, mint munkatársa és később tanszéki utóda, Fehér Dániel.
Az akadémia Sopronba települt át (1919. április) még a vesztes hatalmak trianoni tragédiáját megelőzően (1920. június 4.). Sopronban nagy ambícióval látott neki a tanszék újjászervezésének,dendrológiai gyűjteményt, kórtani és rendszertani gyűjteményt aklakított ki. A Sopronba való átköltözés után kezdődött az a Földmívelésügyi Minisztériumból irányított vegzatúra sorozat, amely végül is távozni kényszerítette őt a Bányamérnöki és Erdőmérnöki Főiskoláról. Kutatótevékenysége ekkoriban a szil pusztulásra, mint fontos erdőgazdasági problémára terjedt ki, kapcsolatba lépett az illetékes erdőgazdaságokkal, de az utazást nem engedélyezték számára. Ekkor válhatott világossá számára, hogy bizonyos személyek persona non grata-ként kezelik. Ennek hatására visszahúzódott, és mintegy másfél évtizedig nem is jelennek meg publikációi. 1923-tól a Növénytani Intézetbe olvasztva két tanszék látta el a növénytani tárgyak oktatását: a Növényélet- és -kórtan Tanszék vezetője Kövessi Ferenc fõiskolai tanár lett, a Növénytani Tanszékét Fehér Dániel fõiskolai rendkívüli majd rendes tanárra bízták. Mindeközben 1923 októberében a  a Főiskolán a Becsületszék elnökévé választották. Teljesen váratlanul 1933 február hó végével a miniszter nyugdíjazta, a földmívelésügyi miniszter a Növényélet- és -kórtani Tanszéket megszüntette, és Kövessitrendelkezési állományba helyezték. Kövessi ezután Budapestre távozott, a két tanszék összeolvadt. Az egyik fontos tény, amellyel már a selmeci Főiskolára kerülése idején szembesülnie kellett  az, hogy  ő nem erdész végzettségű. Reménykedésének adott hangot, hogy a négy évesre növekvő főiskolai oktatás színvonalában különbözni fog a korábbi három éves akadémiai oktatástól. E bizakodásában hamar ellenzőkre talált, így a selmeci-soproni tartózkodása idején oktatási kérdésekben Kövessi a továbbiakban nem nyilvánult meg.

## Új perspektíva Kövessi életében
Horty Miklós kormányzó úr 1934-ben Kövessi Ferencet a Magyar királyi József Nádor Műszaki- és Gazdaságtudományi Egyetem Mezőgazdasági és Állatorvosi Kar Mezőgazdasági Osztályán a Növényélet- és -kórtani Tanszékére egyetemi nyilvános rendes tanárává nevezte ki, továbbá megbízták a tanszékvezetői feladatokkal is. Olyan neves munkatársakkal dolgozhatott együtt egy évtizeden át a tanszékén, mint Kadocsa Gyula entomológus és Husz Béla fitopatológus, későbbi neves egyetemi tanárok. Tantárgyai ekkor a Növényélettan, Növénykórtan, és a Mezőgazdasági bakteriológia voltak. A földművelésügyi miniszter 1942-ben megbízta ugyan egy Növénykórtani kézikönyv szerkesztésével, amely a második háború miatt nem válhatott valóra. A József Nádor Műszaki és Gazdaságtudományi Egyetemen eltöltött kicsit több mint egy évtized termékenyítőleg hatott elméleti kutatásai kiteljesítéséhez, amit publikációs aktivitása is jól mutat.

## Munkássága
Pályáján eleinte főleg szőlészeti (filoxéra elleni védelem) kérdésekkel foglalkozott, 1895 és 1904 között élénk tevékenységet folytatott a filoxéravész által elpusztított szőlők rekonstrukciójában, mely téren sok eredeti tanulmánya, hazai és külföldi tapasztalatáról írt közleménye látott napvilágot.
Később érdeklődése az elméleti biológiai kutatások, a növényfiziológia és a mikrobiológia felé fordult. A biofizika alaptörvényeinek meghatározására törekedett, ehhez pedig kutatta az életjelenségek lefolyásának matematikai összefüggéseit: zöld növények és egysejtűek életjelenségeinek (táplálkozás, növekedés, szaporodás) leírására matematikai formulákat állapított meg, melyeket először elméletileg levezetett, majd alkalmazhatóságukat kísérletileg igazolta.Sok időt fordított életében tanszékszervezésre, gyűjtemények, a selmeci botanikus kert fejlesztésére, a soproni botanikus kert létesítésére. Az általa előadott tárgyaknak (az egyetemen növényélettan, mikrobiológiai és növénykórtan) mindig kellő súlyt tudott biztosítani. Nyelvismeretei, külföldi tanulmányútjai széleskörű áttekintést biztosítottak részére. Megkísérelte, hogy egy új tudományág, a biofizika alapjait megvesse. Elméletének részletes kidolgozásában a halál akadályozta meg, de ebben lényeges szerepet kell tulajdonítanunk ellenségeinek is.

## Megkésett szakmai elismerései
- 1937-1940 Királyi Magyar Természettudományi Társulat (KMTT) Növénytani Szakosztályának (NSZ) elnöke,
- 1938-1940 KMTT NSZ választmányi tagja
- Növényegészségügyi Tanács tagja
- Darányi Ignác Agrártudományos Társaság rendes tagja,
- Deutsche Botanische Gesellschaft (Berlin) tagja,
- Vereinigung für Angewandte Botanik (Berlin) tagja.[5]

## Szakmai publikációi, néhány fontosabb kiemelésével
Kövessi Ferencnek a  felsőfokú oktatásban tartott előadásainak anyaga túlnyomórészt kéziratban maradt meg. Szakmai munkásságának feltehetőleg teljes áttekintését évenkénti megjelenési sorrendben Bartha Dénes (2009) közli (24-35.o.), továbbá azon munkáit is, melyek sine anno (évszám nélküliek), illetve sine loco (megjelenési hely nélküliek).
- Az amerikai szőlőfajták hybridjeiről, különös tekintettel hazánk clímájára és meszes talajainkra. (Pátria, Budapest. 1903) 24o.
- A fák térfogati növekedésének törvénye. (Erdészeti Kísérletek, 1906) 8: 82-100. o.
- A fák növekedéséről. (Természettudományi Közlöny Pótfüzetei, 1906) 38: 173- 176. o.
- Fák anatómiája és fiziológiája. Kőnyomat (Selmecbánya, 1908-1909)  182 o
- A tölgyeket pusztító Oidium-gomba hazánkban. (Természettudományi Közlöny, 1910) 42: 374-384. o.
- Válasz "A fák térfogati növekedésének törvényéről" szóló tanulmányomat bíráló czikkre. (Magyar Botanikai Lapok, 1912) 11: 245-259. o.
- A fenyők magassága. (Természettudományi Közlöny, 1913)
- Az élőlények fejlődése szabályosságának magyarázata (Mathematikai és Természettudományi Értesítő, 1928)
- Az aperiodusosan csillapított harmonikus rezgőmozgás szerepe az életjelenségeknél (Erdészeti Kísérletek, 1929)
- Erläuterungen der Gesetzmässigkeiten im Ablaufe der Lebenserscheinungen lebender Wesen (I–IV Mitteilung, Mathem. u. Naturw. Berichte aus Ungarn, 1929–1935)
- Növényi vírus-betegségek. - Mezőgazdasági és állatorvosi előadások a m. kir. József Nádor Műszaki és Gazdaságtudományi Egyetem 1940. évi Soproni Nyári Egyetemi Tanfolyamán. (Franklin Társulat, Budapest, 1940)